# Famille Gambino
 (avril 2018).
Certains termes anglais peu courants en français devraient être remplacés par des termes français équivalents mieux connus.
Pour les articles homonymes, voir Gambino.
La famille Gambino (appelée famille Mangano avant 1957) est une organisation criminelle, fondée en 1910, faisant partie des Cinq familles mafieuses de New York, qui font elles-mêmes partie des 25 familles de la mafia américaine qui contrôlent le crime organisé aux États-Unis. Elle est issue de la Cosa nostra sicilienne. Son influence s'exerce principalement dans la partie Est des États-Unis mais elle s'étend jusqu'en Californie. Ses activités sont le prêt à taux usuraire, le racket, la prostitution, le trafic de drogue, l'organisation de paris clandestins, les contrats d'assassinat, le vol de voitures, l'escroquerie, l'évasion fiscale, la gestion de chantiers de construction, de bars, de discothèques, d'hôtels, de cimenteries et des quais du port de New York. En 2011, son effectif est évalué à environ 150-200 affranchis et 1500-2000 associés. Actuellement[Quand ?], elle est un peu moins puissante que la famille Genovese.
La montée en puissance de la famille, qui allait être la plus puissante famille criminelle américaine de son époque, commence en 1957, lorsqu'Albert Anastasia est assassiné assis sur une chaise de barbier à l'hôtel du Park Sheraton à Manhattan. Les criminologues pensent que le sous-chef d'Anastasia, Carlo Gambino, a orchestré cette agression pour prendre le contrôle de la famille. Gambino s'associe avec Meyer Lansky pour prendre le contrôle du jeu à Cuba. La fortune de la famille ne cesse de s'accroître jusqu'en 1976, jusqu'à ce que Gambino nomme son beau-frère, Paul Castellano, pour lui succéder à sa mort. Paul Castellano est le parrain de la famille jusqu'à ce que John Gotti, caporegime de Castellano, craignant pour sa vie, orchestre l'assassinat de son chef en 1985. La chute de Gotti intervient lorsque son sous-chef, Salvatore Gravano dit « Sammy the bull », décide de coopérer avec le FBI. Cette coopération mène à la chute de Gotti et des principaux membres de la famille. Depuis 2015, la famille est dirigée par Frank Cali jusqu'à son assassinat le 13 mars 2019.

## Origine

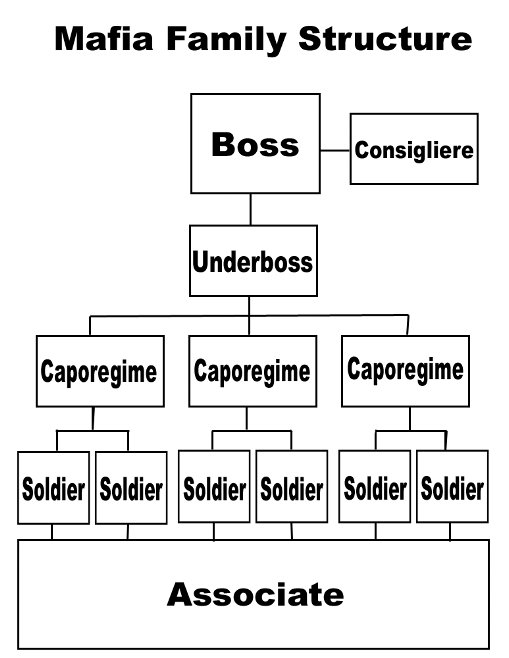
Structure de la famille

Les origines de la famille criminelle Gambino remontent à l'implantation aux États-Unis d'une faction de mafiosi originaires de Palerme, en Sicile, alors dirigée par Ignazio Lupo. Ce dernier et son associé en affaire et beau-frère, Giuseppe Morello, sont emprisonnés pour contrefaçons en 1910. Leur gang passe entre les mains de Salvatore D'Aquila, un des capitaines de Lupo. D'Aquila est un influent immigrant qui rejoint le gang Lupo basé à East Harlem. Fondé dans les années 1900, le gang de la Mano Nera de Lupo est un des premiers groupes criminels italiens de New York. Lupo est associé dans de nombreuses affaires avec Morello, qui est le premier capo di tutti capi (chef de tous les chefs), un titre qui sera repris par D'Aquila. Comme d'autres gangs de New York, ils reconnaissent Morello comme chef de tous les chefs. En 1906, le nom apparaît pour la première fois lors d'une enquête pour abus de confiance.
En 1910, Giuseppe Morello et Ignazio Lupo sont condamnés à 30 ans de prison pour contrefaçons. Avec l'affaiblissement de la famille Morello, D'Aquila se saisit de l'occasion pour établir sa domination sur ce qui allait devenir sa propre famille palermitaine du crime à East Harlem. D'Aquila utilise rapidement ses liens avec d'autres chefs mafieux aux États-Unis pour créer un réseau d'influence qui lui permet de devenir le plus puissant chef mafieux de New York.
Son gang doit lutter contre celui de Joe Masseria. Salvatore D'Aquila meurt dans cette guerre, en 1928. Alfred Mineo et Steeve Ferrigno, amis de Masseria, prennent le contrôle du gang en pleine Prohibition. La guerre des Castellammarese, qui oppose deux chefs de gang, Joe Masseria et Salvatore Maranzano, fait de nombreuses victimes. Dans cette guerre, Mineo et Ferrigno meurent le 5 novembre 1930 dans un guet-apens, devant un immeuble de Pelham Parkway, dans le Bronx. Cette guerre s'arrête avec la mort de ses deux principaux instigateurs : Masseria meurt en avril 1931 et Maranzano, cinq mois plus tard. Le principal bénéficiaire de ces assassinats est « Charlie » Lucky Luciano. Ce dernier organise les bases des « cinq familles mafieuses » de New York et créé notamment la Commission de la Cosa nostra.

## Après laguerre des Castellammarese
Frank Scalise prend le contrôle du gang un court laps de temps mais le véritable premier parrain de la famille Gambino est Vincent Mangano. Mangano est un mafieux « à l'ancienne » comme l'étaient Masseria et Maranzano, mais ses liens étroits avec le vice-président de l'International Longshoremen's Association, Emil Camarda, le rendent indispensable à ce poste vis-à-vis des autres familles. Grâce à cette association, la famille Gambino a le contrôle de New York et des quais de Brooklyn pour des activités d'extorsion de fonds auprès des syndicats, d'organisation de paris clandestins sur les courses de chevaux, et de loterie clandestine. Mangano créa le Club City Democratic qui, officiellement, promeuvent les valeurs citoyennes américaines. En réalité, c'était une couverture pour le Murder Incorporated, la fameuse équipe de mafieux juifs américains engagés comme tueurs par la Cosa Nostra. Phil Mangano en est membre tout comme Albert « The Lord High Executioner » Anastasia. Au même moment, Carlo Gambino est promu, ainsi qu'un autre futur parrain de la famille, son beau-frère Paul « Big Paul » Castellano.

## Assassinat des frères Mangano
Anastasia et Mangano ne se sont jamais rencontrés, mais ils ont des divergences de point de vue quant à la direction de la famille. Mangano ne peut que constater qu'Anastasia préfére la compagnie des membres des autres familles. Vincent Mangano est assassiné en avril 1951 et son frère disparait sans laisser de traces.
Appelé à se justifier pour son implication dans ces crimes devant les parrains des quatre autres familles. Albert Anastasia n'admet jamais son rôle mais reconnait seulement qu'il projetait de les éliminer. Anastasia, considéré comme le pire tueur de la mafia de son temps, prend le contrôle de la famille et peu de ses membres remettent en cause son commandement de peur de se faire éliminer. Seul Carlo Gambino a l'ambition de prendre le contrôle de la famille et met tout en œuvre pour devenir sous-boss derrière Anastasia.

## Élimination d'Albert Anastasia
La fortune de la famille est très liée à une autre (famille Luciano) dirigée par Frank Costello, connue aujourd'hui comme la famille Genovese. Vito Genovese, dont l'ambition est sans limites, cherche à briser l'alliance Costello/Anastasia qui restent solidaires pour toute décision devant le Syndicat national du crime.
Genovese saute sur l'occasion que représente l'assassinat d'Arnold Schuster. Ce dernier a été tué sur ordre d'Albert Anastasia pour avoir témoigné au procès d'un braqueur de banque (qu'Anastasia ne connaissait même pas). Genovese se sert de cet acte pour expliquer qu'Anastasia est fou et qu'il représente une menace pour le Syndicat. Genovese et Gambino complotent pour éliminer leurs patrons respectifs.
C'est Costello qui est attaqué en premier, le 2 mai 1957. Vincent Gigante est envoyé chez lui pour l'assassiner. C'est un échec mais Costello est tellement choqué qu'il se retire de la tête de la future famille Genovese.
Six mois plus tard, c'est au tour d'Anastasia d'être assassiné, le 25 octobre 1957, devant le barbier de l'hôtel du Park Sheraton sur la 56e rue Ouest. Il se peut que ce crime ait été l'œuvre d'une équipe de trois tueurs menée par Joseph Biondo sur ordre de Carlo Gambino.
Le sous-boss d'Anastasia, Carlo Gambino, prend le contrôle et donne son nom à cette famille du crime. Biondo devient sous-boss jusqu'à sa mort en 1966.

## Apogée de la famille sous le règne de Carlo Gambino

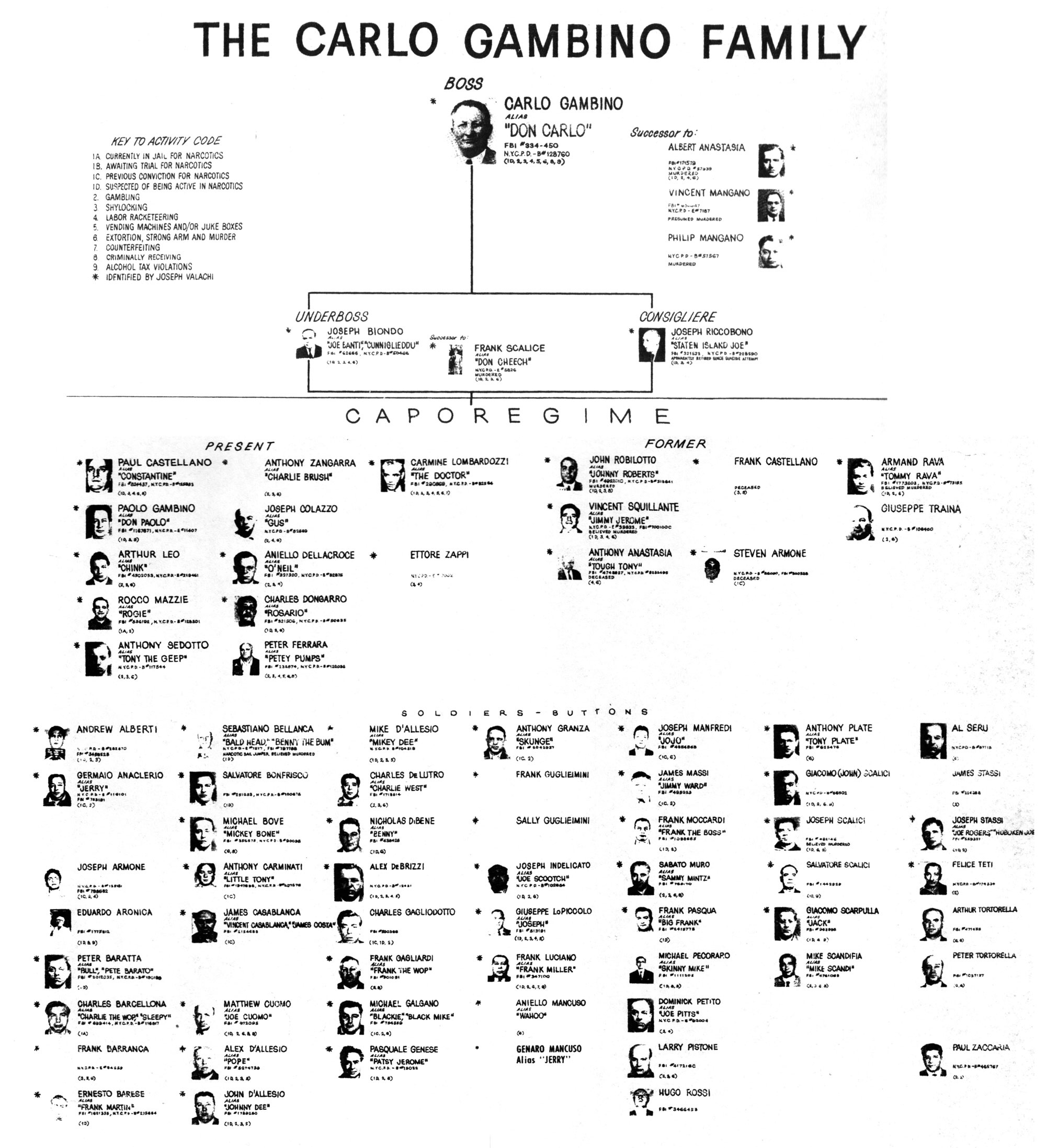
Représentation hiérarchique de la famille Gambino sous l'ère de Carlo Gambino

Genovese est condamné à 15 ans de prison, avant d'y mourir en 1969. La famille Gambino devient bientôt une des plus puissantes du Syndicat national du crime grâce à l'association avec les maisons de jeux de Meyer Lansky à Cuba et aux Bahamas, business très lucratif pour la mafia. L'échec du projet de Joe Bonanno, parrain de la famille Bonanno et rival de Carlo Gambino, d'assassiner ce dernier et les autres parrains des Cinq familles à l'issue de la guerre Bonanno, voit l'avènement de Carlo Gambino comme le parrain le plus puissant des Cinq familles.
Gambino voit son pouvoir s'étendre au point d'organiser l'assassinat de Joe Colombo, parrain de la famille Colombo, le 28 juin 1971. L'agresseur de Colombo s'appelle John Johnson, un solitaire considéré par le milieu comme « idiot » et qui s'attaque à Colombo pour le motif qu'il s'occupe du mouvement des droits civiques américain. Colombo survit aux tirs mais reste dans le coma et ne meurt qu'en 1978. Il est enterré à côté de Joseph Gallo. Johnson, quant à lui, est tué par les gardes du corps de Colombo.
Gambino tente d'étendre son pouvoir en prenant le contrôle de la famille Lucchese, menée par Carmine « Mr. Gribbs » Tramunti. Après le meurtre de Thomas Eboli, Gambino favorise la sélection de Frank « Funzi » Tieri comme parrain de la famille Genovese. Gambino a tué Eboli car il lui devait 4 millions de dollars de drogue.
Le 15 octobre 1976, Gambino meurt des suites d'une crise cardiaque. La passation de pouvoir ne suit pas la voie hiérarchique normale. Ce n'est pas le sous-boss Aniello « Mr. Neil » Dellacroce mais le beau-frère Paul Castellano qui est choisi. Les partisans de Dellacroce sont déçus de ce choix. Mais Dellacroce ne veut pas de conflit et accepte cet état de fait ; Castellano le garde comme sous-boss.

## Paul Castellano et l'infiltration de la famille par le FBI

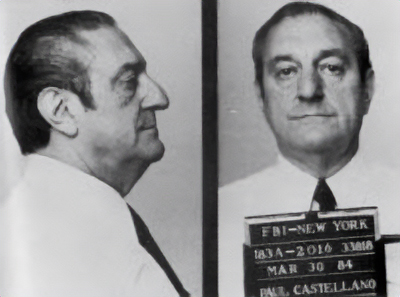
Paul Castellano (1984).

La faction proche de Dellacroce continue de manifester son mécontentement quant à la nomination de Castellano, la jugeant non méritée. Paul Castellano, avec l'aide de ses alliés et de la fameuse bande d'Anthony « Nino » Gaggi et de Roy DeMeo, tient ses détracteurs en respect. Certain pensent que, durant le règne de Castellano, la bande de DeMeo a commis 37 meurtres ; elle est soupçonnée de bien plus encore entre 1975 et 1982. La plupart des affaires courantes sont, officieusement, dirigées par un quartet d'affranchis composé de Thomas « Tommy » Gambino, le garde du corps et plus tard sous-boss Thomas « Tommy » Bilotti et des chefs de la puissante faction du Queens Daniel « Danny » Marino et James « Jimmy Brown » Failla, tous rivaux de John Gotti.
Selon le FBI, la famille Gambino est, des cinq familles, la plus facile à infiltrer. Grâce à un micro placé sur une lampe de la cuisine de Castellano, le FBI réussit à obtenir un important nombre d'enregistrements. Sur les bandes, on entend Castellano parler de la gestion de toutes ses affaires illégales avec ses subordonnés, ce qui conduit Castellano, au début des années 1980, à faire face à nombre d'accusations grâce aux preuves accumulées. De ces enregistrements, on a pu apprendre que Castellano voulait, s'il était envoyé en prison, que le fils de Carlo Gambino, Thomas, prenne le contrôle de la famille avec Thomas Billoti (chauffeur et garde du corps de Carlo) comme sous-boss. La faction de Dellacroce est furieuse, et tout particulièrement John Gotti.
En 1983, une enquête fédérale accuse 13 membres de la famille Gambino de trafic de drogue. Sont impliqués le propre frère de John Gotti, Gene Gotti, ainsi que son meilleur ami Angelo « Quack Quack » Ruggiero, dont le surnom provenait du fait qu'il n'arrêtait jamais de parler. Depuis 1980, les fédéraux ont effectué des écoutes téléphoniques au domicile de Ruggiero. Ils l'ont enregistré en train de traiter des affaires courantes de la famille, notamment de drogue, tout en exprimant son mépris à l'égard de Castellano. Ruggiero a de quoi être inquiet : si Castellano apprend qu'il trafique, en violant la politique anti-drogue de la famille, il sera éliminé. La loi fédérale permet aux accusés l'accès aux bandes d'enregistrement et leur retranscription par écrit, pour qu'ils puissent préparer leur défense. Castellano demande à voir les retranscriptions ; Dellacroce fait tout ce qu'il peut pour les lui cacher.
Dellacroce souffre alors d'un cancer. Ruggiero lui demande désespérément de l'aide. John Gotti prend sa défense. Mais Castellano se montre de plus en plus pressant au sujet des retranscriptions. John Gotti réalise qu'il doit agir vite. La mort de son mentor, Dellacroce, le 2 décembre 1985, précipite les choses. Gotti doit prendre le pouvoir en mettant hors circuit Castellano.

## Le règne de John Gotti

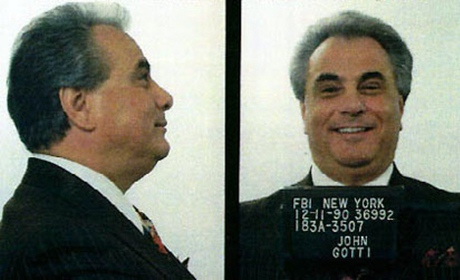
John Gotti, parrain le plus médiatisé par la presse lors de son arrestation le 11 décembre 1990.

Le 16 décembre 1985, Thomas Bilotti et Castellano doivent rencontrer le capo Franck DeCicco au Sparks Steak House sur la 46e rue. Ils sont abattus en pleine rue par quatre hommes, non-identifiés à l'époque. Certains experts du crime organisé américain, comme Jerry Capeci, pensent qu'il s'agit d'Angelo Ruggiero, John Carneglia, Vincent Artuso et de Salvatore Scala agissant pour le compte de John Gotti.
Gotti est surnommé le Dapper Don, que l'on peut traduire par « Don Bling Bling », ceci à cause de ses costumes sur mesure, de ses cravates en soie et de sa manière arrogante de s'afficher devant les médias comme aucun chef mafieux ne l'a fait avant lui. Gotti décida de nommer DeCicco sous-boss et promut Ruggiero comme caporegime de son ancienne équipe. Au même moment, Salvatore « Sammy the Bull » Gravano est élevé au rang de consigliere. Gotti aime tenir des assemblées dans des lieux publics. De ce fait, les autorités pouvaient les observer, mais on n'y discute pas des affaires courantes de la famille. Le domicile de Gotti à Howard Beach, dans le Queens, est régulièrement montré à la télévision. Sous le règne de Gotti, les Gambino générent 500 millions de $ annuels.
À cette époque, l'un de ses voisins, John Favara, disparait mystérieusement après avoir renversé et tué avec sa voiture le fils de Gotti qui, âgé de 12 ans, faisait du vélo. Un autre voisin et ami de Gotti Joseph « Big Joe » Massino disparait lui aussi. On apprendra par la suite qu'il est un sous-chef de la famille Bonanno durant la fin des années 1980. Ce dernier est considéré comme un candidat sérieux pour la succession à la tête de la famille Bonnano, à la suite de l'emprisonnement du parrain Philip « Rusty » Rastelli.
Beaucoup de chefs mafieux désapprouvent le style outrancier de Gotti, notamment le parrain de la famille Genovese, Vincent « Chin » Gigante, un ancien allié de Castellano. Ce dernier décide, avec les parrains de la famille Lucchese, Vittorio « Vic » Amsuo et Anthony « Gaspipe » Casso, de mettre un « contrat » sur John Gotti. Le 13 avril 1986, la voiture de Gotti est plastiquée mais c'est DeCicco qui meurt à la place de Gotti.
Finalement, le comportement impétueux de Gotti et la croyance en son invulnérabilité judiciaire (il est acquitté trois fois face à des accusations fédérales, gagnant le surnom de « Don Teflon ») le mènent à sa perte. Le FBI avait mis un appartement sur écoute au-dessus du Ravenite Social Club dans Little Italy. Il appartient à la veuve d'un mafieux décédé et sert de lieu de réunion au sommet. Le 12 décembre 1989, Gotti est enregistré en train de planifier les affaires de la famille et de critiquer ses subordonnés, surtout Sammy Gravano. À l'écoute de ces bandes, Gravano décide de témoigner contre Gotti et contre des douzaines d'autres mafieux provenant des Cinq familles.
Le 2 avril 1992, Gotti et son consigliere du moment, Frank « Frankie Loc » LoCascio, sont condamnés à vie sans possibilité de liberté conditionnelle.

## Famille post-Gotti

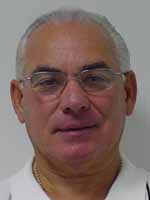
Nicholas Corozzo

Gotti continue à diriger la famille depuis sa cellule mais la direction des « affaires » quotidiennes est confiée à John « Jackie Nose » d'Amico et à Nicholas Corozzo. Ce dernier doit abandonner le leadership à cause d'une condamnation à une peine de 8 ans d'emprisonnement pour des extorsions de fonds. John « Junior » Gotti, le fils de Gotti, prend le contrôle de la famille. Mais il est lui aussi accusé pour des faits de racket et condamné à 77 mois de prison, en 1999.
Quand Gotti Senior meurt d'un cancer de la gorge, en 2002. Son frère Peter Gotti prend les rênes de la famille, en se prétendant du côté de d'Amico. Mais la puissance de la famille n'est plus ce qu'elle avait été. On est loin de l'ère de Carlo Gambino, quand la famille était considérée comme l'organisation criminelle la plus puissante sur Terre. Puis Peter Gotti est emprisonné en 2003. Le leadership est confié à Nicholas « Little Nick » Corozzo, John « Jackie Nose » d'Amico et Joseph « Jo Jo » Corozzo.
Les anciens rivaux de John Gotti prennent donc la direction de la famille. Il est vrai que la plupart des partisans de Gotti sont soit emprisonnés, soit sous le coup de mises en accusation. Le caporegime chargé de la criminalité en col blanc, Michael « Mikey Scars » DiLeonardo, a été contraint de témoigner contre les autres mafieux des Cinq familles, du fait de l'accroissement de la pression policière et d'accusations de racket. Ce dernier témoigne, parmi d'autres, contre Peter Gotti et Anthony « Sonny » Ciccone, puis disparait grâce au programme de protection des témoins. En 2003, Salvatore « Sammy the Bull » Gravano, éjecté du programme en 1995, est arrêté et emprisonné pour un trafic d'ecstasy qui s'étend de l'Arizona à New York. La même année, il est condamné à 19 ans de prison. Ironie du sort, ce sont ses anciens associés qui l'ont « balancé ».
En 2005, Nicholas « Little Nick » Corozzo et son bras droit de longue date, Leonard « Lenny » DiMaria, sont relâchés de prison après des peines de 10 ans pour des faits de racket et de prêt à taux usuraire à New York et en Floride. La même année, les forces de l'ordre américaines identifient Corozzo comme le parrain de la famille Gambino, avec son frère Joseph « Jo Jo » Corozzo comme consigliere, Arnold « Zeke » Squitieri comme sous-boss et John « Jackie Nose » d'Amico comme membre très influent auprès des frères Corozzo.

## «Operation Old Bridge» en 2008
De 2005 à 2007, les autorités fédérales mettent en accusation et font condamner les principaux capitaines Gambino Arnold « Zeke » Squitieri, Gregory DePalma, George « Butters » DeCicco, Ronald « One Armed Ronnie » Trucchio, Salvatore « Tore » LoCascio et Joseph « Sonny » Juliano, incluant des douzaines de soldats et d'associés. Le 7 février 2008, le FBI et l'État de New York lancent l'opération Old Bridge contre les principaux chefs de la famille Gambino (les coparrains Nicholas « Little Nick » Corozzo et John « Jackie Nose » d'Amico, le sous-boss Domenico « Italian Dom » Cefalu et le consigliere Joseph « Jo Jo » Corozzo), ainsi que des personnages importants des familles Bonanno, Genovese et des mafieux de Cosa Nostra en Sicile.
Les investigations des autorités ont permis de découvrir qu'il n'y avait pas de chef désigné dans la famille Gambino. Certains policiers pensent que le nouveau parrain est Daniel « Danny » Marino, chef de la faction du Queens.
Le jeudi 7 février 2008, le FBI arrête 54 personnes dans New York et sa banlieue nord, dans le New Jersey et à Long Island. Un jury fédéral incrimine 62 personnes pour liens avec la famille Gambino. Les crimes incluent le meurtre, le trafic de drogue, le braquage, l'extorsion. Les chefs des Gambino John « Jackie Nose » d'Amico, Joseph « Jo Jo » Corozzo, Domenico « Italian Dom » Cefalu, incluant les capitaines  Leonard « Lenny » DiMaria, Frank Cali, Thomas « Tommy Sneakers » Cacciopoli et les soldats Richard « Richie » Gotti et Vincent « Vince » Gotti, sont actuellement emprisonnés en attendant leurs procès respectifs face aux accusations rassemblées par l'opération Old Bridge.
Le caporegime et coparrain, Nicholas « Little Nick » Corozzo, l'un des principaux accusés du dossier, qui ne se trouvait pas à son domicile de Long Island, n'est arrêté que le 29 mai 2008.
En 2011, le FBI et le gouvernement estiment que la famille comprend 150-200 affranchis et environ 1500 à 2000 associés. Elle reste une des familles mafieuses les plus puissantes, même si elle n'est plus aussi forte que sous l'ère de Carlo Gambino. Depuis la mort de ce dernier, elle s'est affaiblie graduellement, du fait d'une plus vive répression des autorités, mais surtout du fait des règnes tumultueux de Paul Castellano et de John Gotti.

## Chefs de la famille Gambino
- 1900–1910 – Ignazio « the Wolf » Lupo – emprisonné en 1910.
- 1910–1928 — Salvatore « Toto » D'Aquila (assassiné sur ordre de Joe Masseria en 1928)
- 1928–1930 — Alfred « Al Mineo » Manfredi (tué pendant la guerre des Castellammarese en 1930)
- 1930–1931 — Francesco « Frank/Don Cheech » Scalise (1893-1957) (rétrogradé après le meurtre de Maranzano)
- 1931–1951 — Vincent Mangano (disparu en avril 1951, aurait été tué par Anastasia)
- 1951–1957 — Albert « Mad Hatter » Anastasia (1902–1957) (ancien chef de Murder Incorporated, tué en 1957 probablement sur ordres de son Underboss Carlo Gambino)
- 1957–1976 — Carlo Gambino (1902-1976) (surnommé The Godfather) meurt de causes naturelles
  - 1964–1976 — Paul « Big Paul » Castellano parrain de facto promut parrain officiel à la mort de son beau-frère Carlo Gambino
- 1976–1985 — Paul « Big Paul » Castellano (1915–1985) (tué sur ordres du caporegime John Gotti)
- 1985–2002 — John Gotti (1940–2002) (emprisonné de 1990 jusqu'à sa mort en 2002)
  - 1993–1999 — John A. Gotti Jr. (1964- ), fils de John Gotti (emprisonné en 1999) parrain de facto jusqu'à son retrait de Cosa Nostra plus tard.
  - 1999–2002 — Peter « One Eye » Gotti (1939-2021) (emprisonné en 2002) promut parrain officiel à la mort de son frère John.
- 2002–2011 — Peter « One Eye » Gotti
  - 2002–2005 — Arnold « Zeke » Squitieri (1936- ) parrain de facto
  - 2005–2008 — John « Jackie the Nose » d'Amico (1937- ) parrain de facto (arrêté le 17 février 2008 lors de l'opération Old Bridge, mis en accusation le 14 mars 2008, libéré sous caution en mai 2008, a reçu 2 ans le 18 août 2008, libéré le 3 novembre 2009)
- 2011–actuel — Domenico « Italian Dom » Cefalu, parrain officiel.
  - 2015-2019 — Francesco « Franky Boy » Cali, parrain de facto (assassiné le 13 mars 2019[1])
  - 2019-actuel — Lorenzo Mannino, parrain de facto.

### Street boss
- 2005-2011 — Jackie d'Amico (1937- )

### Underbosses
- 19??–1928 — Alfred Mineo (tué durant la guerre des Castellammarese)
- 1928–1930 — Steve Ferrigno (tué pendant la guerre des Castellammarese)
- 1931–1951 — Albert « Mad Hatter » Anastasia
- 1951–1957 — Frank Scalise
- 1957 — Carlo Gambino
- 1957–1965 — Joseph Biondo
- 1965–1985 — Aniello Dellacroce
- 1974–1975 — James « Jimmy Brown » Failla
- Décembre 1985 — Thomas Bilotti (assassiné en même temps que Castellano après seulement 11 jours en tant qu'underboss)
- 1985–1986 — Frank DeCicco
- 1985–1986 — Angelo Ruggiero
- 1986–1990 — Joseph « Piney » Armone (emprisonné en 1986)
- 1986–1990 — Frank Locascio
- 1990–1991 — Salvatore « Sammy the Bull » Gravano (devenu informateur du FBI en 1991)
- Vacant 1991-1999
- 1999–2012 — Arnold « Squiggy » Squitieri (libéré en 2012)
- 2002–2005 — Anthony « The Genius » Megale (libéré en décembre 2014[4] ; mort en juillet 2015[5])
- 2005–2011 — Domenico « Italian Dom » Cefalu
- 2011–2015 — Francesco « Franky Boy » Cali

## Autres membres de la famille Gambino
- Anthony « Todo » Anastasio
- Joseph Esposito
- Anthony « Tough Tony » Anastasio
- Bartholomew « Bobby » Boriello
- John Cody
- James Coonan
- Aldo « The Godfather » Gambino
- Anthony « Nino » Gaggi (ancien caporegime)
- Roy DeMeo
- William « Billy Batts » Devino (ancien caporegime)
- Michael « Mikey Scars » DiLeonardo
- Carmine « Charley Wagons » Fatico
- Mickey Featherstone
- Thomas « Tommy » Gambino
- Gene Gotti (ancien caporegime)
- Carmine « Doctor » Lombardozzi
- Ralph « Ralphie Bones » Mosca
- Frank Piccolo
- Angelo « Quack Quack » Ruggiero
- Anthony Scotto
- Michele « The Shark » Sindona
- Louis « Big Lou » Vallario
- Nicolas Gambino
- Dominick Montiglio
- Luigi Gambino

### Sous-traitants
- Richard Kuklinski

## Jeux vidéo
La famille Gambino n'apparait pas dans l'ère GTA IV mais elle est mentionnée par Michael et Gordon de la mafia irlandaise.
Elle est en fait renommée la famille Gambetti, et est dirigée par un des commanditaires du jeu : John « Jon » Gravelli, inspiré de Carlo Gambino.